# Istranca

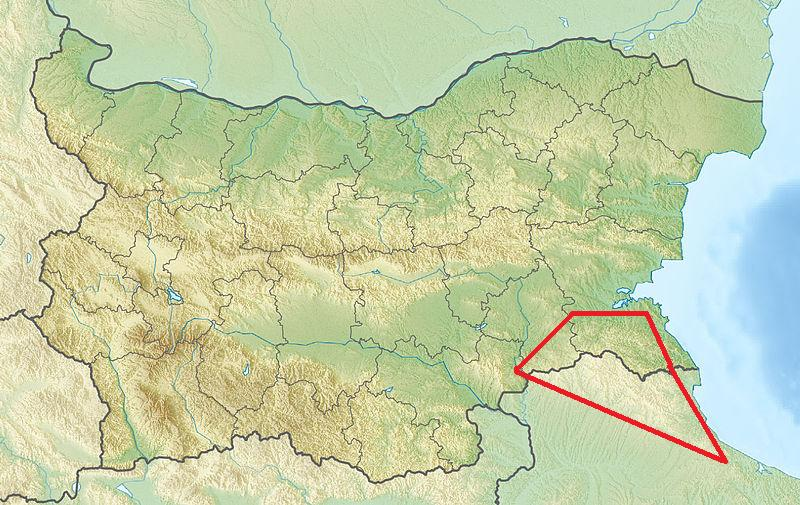
Localização do maciço de Strandzha.

Mapa topográfico do Strandzha.

Strandzha (em búlgaro:  Странджа - Strandža; em turco:  Yıldız Dağları - Istranca), também transliterado como Strandja ou Strandza, é um maciço montanhoso que se estende do sudeste da Bulgária até a Turquia europeia, no sul da península dos Balcãs, entre as planícies da Trácia para o oeste, os baixios perto de Burgas ao norte e o Mar Negro a leste. Seu pico mais alto é o Mahya Dağı (em búlgaro:  Махиада - Mahiada), com 1 031 m de altura, localizado na parte turca (o ponto mais alto na parte búlgara é o Golyamo Gradishte - em búlgaro:  Голямо Градище - com 710 m. A área total do maciço é de aproximadamente 10 000 km2. O nome deriva de Istranca, o antigo nome do município de Binkılıç, distrito de Çatalca, na Província de Istambul.

## Geografia e clima
O clima da área é bastante influenciado pelo Mar Negro e é predominantemente continental úmido nas montanhas e subtropical úmido na costa. Os grandes rios da região são o Veleka (com 147 km) e o rio fronteiriço Rezovska (112 km).

## Parque Natural de Strandzha
O Parque Natural de Strandzha foi fundado em 1995 na parte búlgara do maciço e é a maior área protegida na Bulgária, com 1 161 km2 (por volta de 1% do território búlgaro).

## História

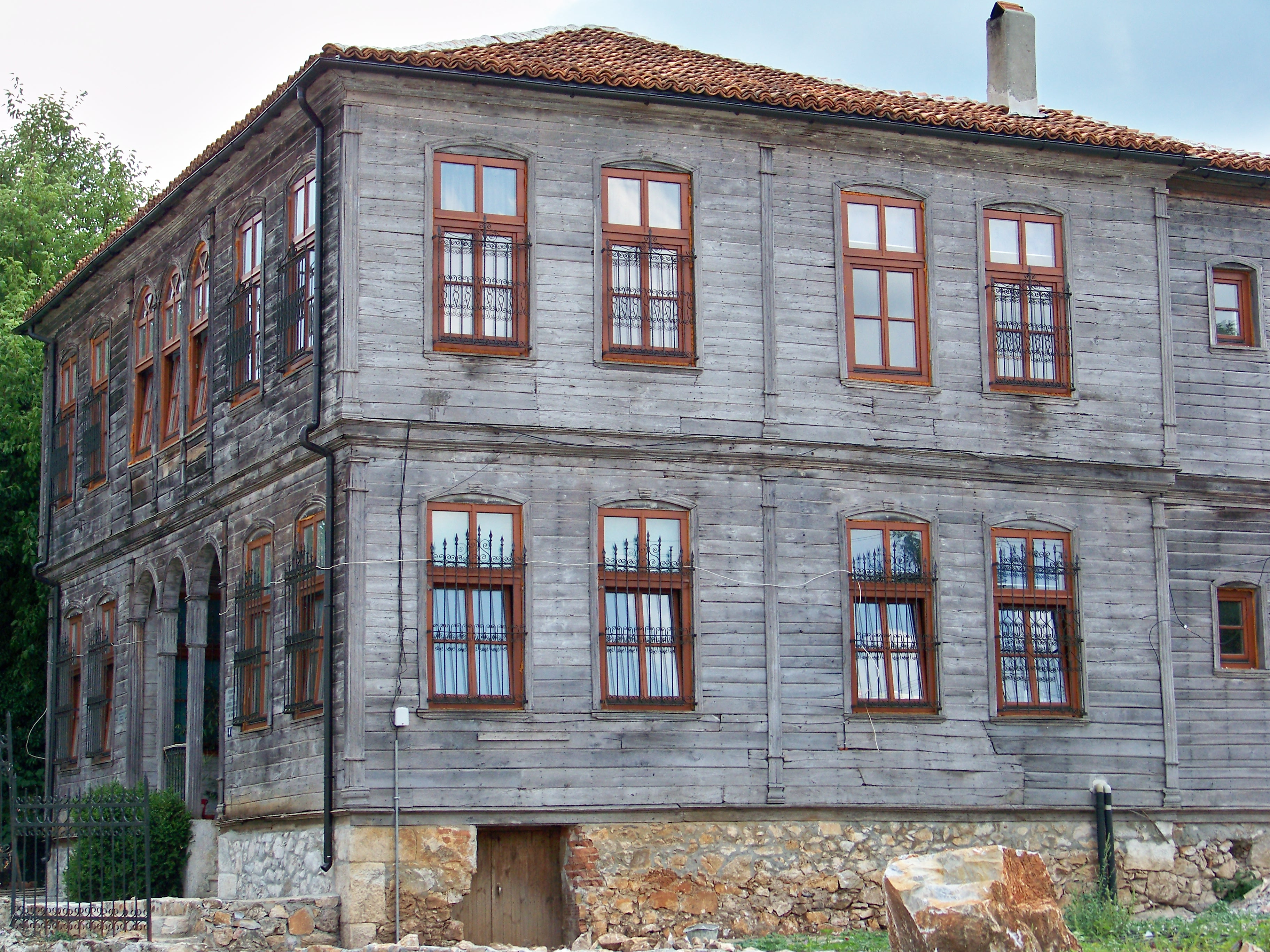
Construção típica em Malko Tarnovo.

Habitado por trácios na antiguidade, o Strandzha é uma área com uma grande concentração de ruínas de santuários trácios, principalmente altares para sacrifícios e dólmens.
As montanhas foram também o local de origem da Revolta de Preobrazhenie de 1903, que foi esmagada pelas tropas otomanas. A atual fronteira búlgaro-turca na região foi estabelecida depois das Guerras Balcânicas de 1912-1913, quando a parte do norte do Strandzha foi anexada pela Bulgária.
Culturalmente, a parte búlgara do Strandzha é conhecida pela sua arquitetura singular, que pode ser observada em Malko Tarnovo, Brashlyan e na maior parte das vilas da região, pelo rico folclore e pelos rituais peculiares, como o nestinarstvo (uma dança sem sapatos sobre brasas acesas), que preservam inúmeros elementos reminiscentes do paganismo.

## Flora e fauna
Os montes Strandzha tem uma rica e diversa flora e fauna, única na Europa. Metade da flora búlgara está localizada no Parque Nacional de Strandzha e a região abriga 121 tipos de habitats diferentes. Em Strandzha, vivem 600 espécies de invertebrados, assim como 400 de vertebrados, 41 espécies de peixes de água doce, 10 espécies de anfíbios e mais de 20 diferentes espécies de répteis, mais de 130 espécies de aves e, finalmente, mais de 60 espécies de mamíferos.
Uma das razões para a abundância da flora e fauna em Strandzha é a localização geográfica da região, uma encruzilhada bio-geográfica entre os continentes europeu e asiático.
As comunidades de plantas em Strandzha se desenvolveram antes da área se separar da Ásia na formação do estreito de Bósforo que agora conecta o Mar Negro com o Mediterrâneo. As geleiras jamais alcançaram a região durante as idades do gelo do Pleistoceno e do Holoceno, o que ajudou a criar as circunstâncias na qual a flora característica do Período Terciário no resto do continente pôde sobreviver em Strandzha.